# Mesoleptus curiosus
Mesoleptus curiosus är en stekelart som först beskrevs av Forster 1876.  Mesoleptus curiosus ingår i släktet Mesoleptus och familjen brokparasitsteklar. Inga underarter finns listade i Catalogue of Life.